# Český Těšín
Český Těšín é uma cidade checa localizada na região de Morávia-Silésia, distrito de Karviná.

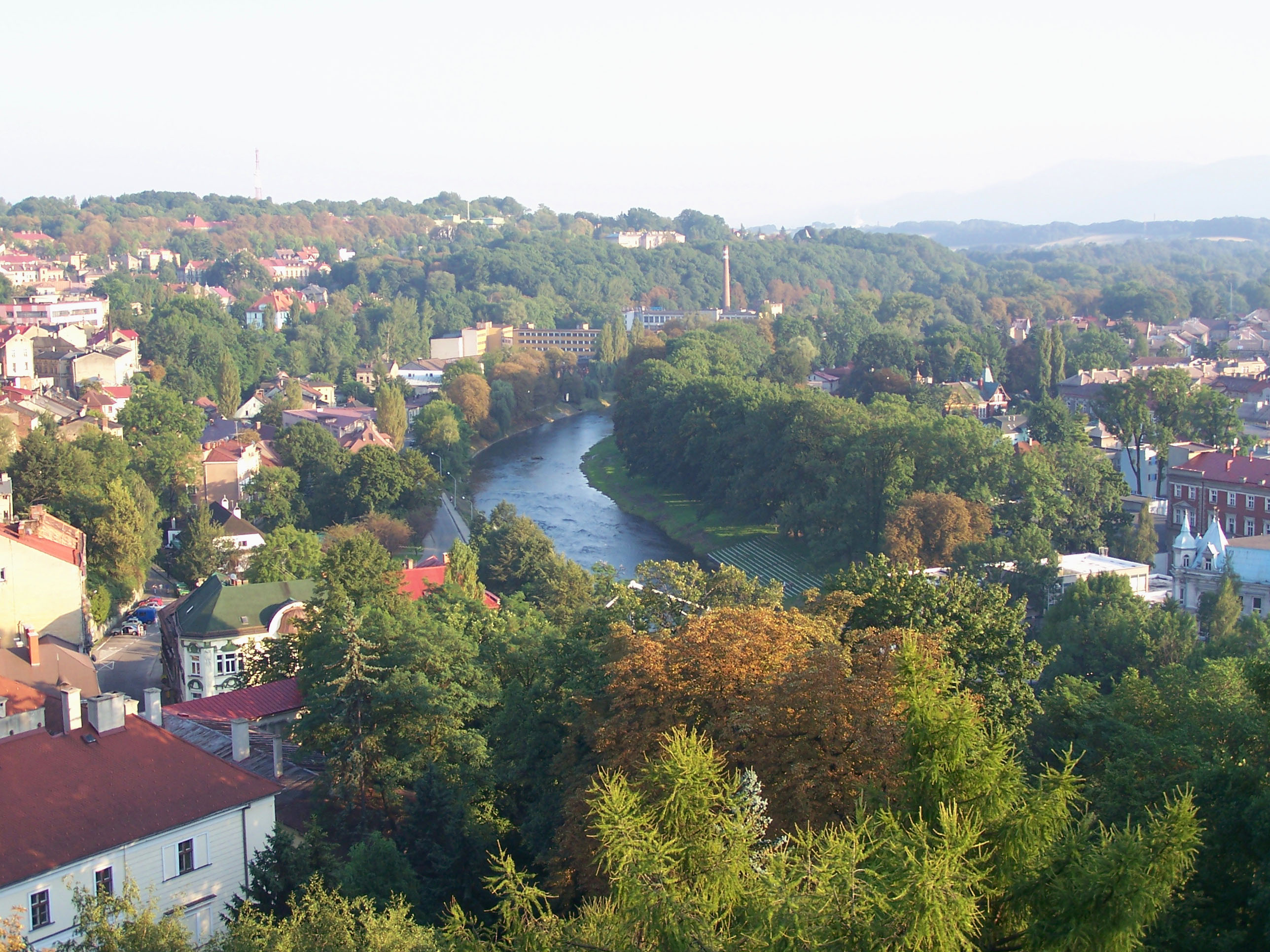
Cidade dividida. Cieszyn (à esquerda), rio Olza (ao centro) e Český Těšín (à direita).